# Poligeneracija
Poligeneracija je kombinirana produkcija električne i toplinske energije, hlađenja te raznih produkata. 

## Pregled
Poligeneracijski sustav ima tri ili više izlaznih oblika energije dok za ulazne oblike može biti dovoljan samo jedan. Ovakvi sustavi koriste se u svrhu poboljšavanja energetske efikasnosti, financijske isplativosti te ekoloških standarda. Nakon kogeneracije (istodobna proizvodnja električne i toplinske energije) i trigeneracije (proizvodnja električne, i mogućnost grijanja i hlađenja) poligeneracija je sljedeći korak. Poligeneracija može uključivati kogeneraciju kao i trigeneraciju. Takvi poligeneracijski sistemi trebaju biti dizajnirani i programirani u pogledu optimizacije svih važnijih odnosa između ponude i potražnje. Isplativost poligeneracijske instalacije uvelike je određena potrošnjom primarnog energenta te cjenom električne energije.
Od 16. do 17. listopada 2007. održala se prva europska konferencija o poligeneraciji. Konferencija je organizirana kao dio Concertovog programa Polycity kako bi se podijelila saznanja iz različitih Concertovih programa koji uključuju poligeneraciju.
Kod odabira primarnih energenata za poligeneracijske sustave zbog ekološke prihvatljivosti naglasak se stavlja na obnovljive izvore energije no u upotrebi mogu biti i fosilna goriva. Kao primarni energenti mogu se iskorištavati plin, ugljen, biomasa, otpad, solarna energija, vjetar itd. Poligeneracija iz ugljena ima veliki potencijal za razvoj u ugljenom bogatim područjima. Radi se na tome da se kroz poligeneracijski proces iz ugljena dobiva tekuće gorivo.

## Veličine poligeneracijskih sustava
Poligeneracijski sustavi mogu varirati u veličini, od velikih centraliziranih elektrana do srednjih i malih, smještenih uz naseljena područja ili samo jednu veliku građevinu kao hotel ili veći kompleks ako se smatra da je to financijski isplativo. U Italiji veoma ekološki prihvatljivima smatraju se maleni poligeneracijski sustavi temeljeni na biomasi, unatoč tome još nije došlo do njihovog proboja na tržište. Ovdje problem predstavljaju visoki inicijalni investicijski troškovi. Danas postoje planovi za poligeneracijske sustave koji se odnose na elektrane i komplekse za desalinizaciju. Ovo je alternativa za odvojenim velikim kompleksima koji se bi se inače gradili. Kao primjer velikog kompleksa, koji je ustvari poligeneracijski sustav, možemo navesti onaj koji se planira u Kanadi gdje su objavljeni planovi za izgradnju poligeneracijske elektrane koja bi davala 300MW električne energije.
Kako su poligeneracijski sustavi su nastavak kogeneracije i trigeneracije većina ovakvih sustava je još u fazi plana no zasigurno poligeneracija je učinkovit način dobivanja energije i ima potencijal za široku primjenu. 

## Vanjske poveznice
- Concertov program  Arhivirana inačica izvorne stranice od 8. prosinca 2009. (Wayback Machine) (njem.)